# Saint-Léger-sur-Dheune
Saint-Léger-sur-Dheune è un comune francese di 1 587 abitanti situato nel dipartimento della Saona e Loira nella regione della Borgogna-Franca Contea.

## Società

### Evoluzione demografica
Abitanti censiti